# Флинн, Гиллиан
Ги́ллиан Флинн (англ. Gillian Flynn; род. 24 февраля 1971 года в Канзас-Сити, штат Миссури, США) — американская писательница и бывший телевизионный критик журнала Entertainment Weekly.

## Биография
Родилась в семье преподавателей колледжа. Закончила Канзасский университет со степенью бакалавра по английскому языку и журналистике. После двух лет работы в отраслевом журнале в Калифорнии переехала в Чикаго. Получила степень магистра по журналистике в Северо-Западном университете. Поняв, что не справится с профессией криминального репортёра, о которой мечтала, перебралась в Нью-Йорк и устроилась на работу в Entertainment Weekly, где проработала в итоге 10 лет.
Сейчас проживает в Чикаго вместе с мужем и сыном.

## Список произведений
- «Острые предметы»[англ.] (англ. Sharp Objects, 2006)
- «Тёмные тайны» (англ. Dark Places, 2009)
- «Исчезнувшая» (англ. Gone Girl, 2012)
- «Кто-то взрослый» (англ.The Grownup, 2017) [6]

## Оценка
Роман «Острые предметы» в 2007 году выиграл сразу две номинации Ассоциации писателей-криминалистов. Романы получили хвалебные отзывы, в том числе от Стивена Кинга, мини-рецензии которого приведены на обложках двух первых книг.
Права на экранизацию романа «Исчезнувшая» были выкуплены студией 20th Century Fox, режиссёром фильма, вышедшего на экраны осенью 2014 года, стал Дэвид Финчер, а  Гиллиан Флинн выступила сценаристом. 31 марта 2015 года вышла киноадаптация романа «Тёмные тайны», режиссёром которой стал Жиль Паке-Бреннер, а в главной роли снялась Шарлиз Терон.
8 июля 2018 года на телеканале HBO вышел сериал по роману «Острые предметы» с Эми Адамс в главной роли.

## Упоминания в фильмах
В фильме «Достать ножи: Стеклянная луковица» Майлз Брон говорит, что сценарий его убийства написала Гиллиан Флинн.